# Авеса
Авеса (на иврит: אבישי) е израилски военачалник от XI век пр. Хр.
Той е племенник на цар Давид – най-голям син на неговата сестра Саруя и брат на Иоав и Асаил[2Цар. 2:18] – и един от неговите ранни съратници, а по-късно командващ на различни военни части. Заедно с Иоав той убива военачалника Авенир като отмъщение за извършеното от него убийство на брат им Асаил, за което е публично порицаван, но не и наказан от цар Давид.